# コンプトロニウム

コンピュートロニウムのビジョン

コンプトロニウム(英：Computronium)、または、演算素は、1991年にマサチューセッツ工科大学の Norman Margolusとトマソ・トフォリによって考案された仮説的な素材であり、「プログラム可能な物質」である。実質的にあらゆる実物のコンピューターモデリングの基盤として使用することができる 。 
また、その量の物質に対するコンピューティングデバイスの可能な限り最良の形態である物質の理論的な配置を指す 。 

## 参照資料
1. ↑  “「人工知能への不安」は過剰反応なのか？（上）”.   newspicks. 2020年1月14日閲覧。[リンク切れ]
2. ↑  Amato, I. (21 Aug. 1991). Speculating in Precious Computronium. Science 253:856–857.
3. ↑  CFAI glossary: computronium Archived 2010-04-20 at the Wayback Machine.